# Elena Sánchez González
Elena Sánchez González (n. 20 octombrie 1994, Terrassa, Catalonia, Spania) este o sportivă ce a reprezentat Spania, medaliată olimpică. A participat la o ediție a Jocurilor Olimpice (2020) în care a câștigat o medalie de argint.

## Participări
Lista de mai jos prezintă principalele competiții la care a participat Elena Sánchez González de-a lungul carierei.
- Polo pe apă la Jocurile Olimpice de vară din 2020 - turneul feminin[1]